# Ma Ning (hóquei sobre a grama)
Ma Ning (29 de setembro de 2000) é uma jogadora de hóquei sobre a grama chinesa.

## Carreira
Em 2018, Ma Ning foi capitão da seleção chinesa sub-18 e conquistou a medalha de bronze nas Olimpíadas da Juventude em Buenos Aires. Ela fez sua estreia pela seleção nacional em 2021 no Troféu dos Campeões Asiáticos na cidade de Donghae.
Nos Jogos Olímpicos de Verão de 2024, em Paris, conquistou a medalha de prata no torneio feminino do hóquei sobre a grama, após confronto na final contra a equipe holandesa por pênaltis.